# As Amizades Particulares

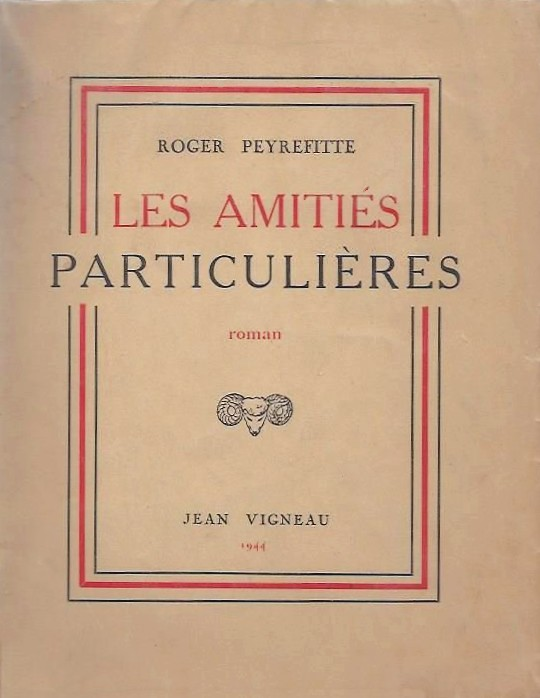
Capa de Lés Amitiés Particulières de Roger Peyrefitte (versão de 1944)

As Amizades Particulares (Les amitiés particulières) é um romance do escritor francês Roger Peyrefitte, vencedor do Prêmio Renaudot e provavelmente a sua obra mais conhecida na actualidade. Fortemente autobiográfica, descreve as relações intimas de dois rapazes num colégio interno católico e como estas relações e os próprios meninos foram destruídos pela vontade de um padre de proteger o mais jovem dos dois.
Trata-se de uma obra elogiada pelo seu estilo elegante e pela discrição com que os temas principais, a homossexualidade e a pedofilia, são abordados. Um exemplo da elegância mencionada é a pergunta de Alexandre a Georges: "Georges, sabes alguma coisa sobre as coisas que não se devem saber?"
O livro foi traduzido para português por Liberto Cruz e publicado em 1965 pela Ulisseia. Em 1964 foi adaptado ao cinema sob o título Les amitiés particulières, com realização de Jean Delannoy.

## Enredo
A história gira à volta de Georges de Sarre, um rapaz de 14 anos que é internado num colégio católico na França dos anos 20 do século XX. Ao conhecer os seus colegas sente-se imediatamente atraído sexualmente por Lucien Rouviére, sobre quem o antipático Marc de Blajan o informa que alguns alunos "podem parecer bons, mas de facto não o são". Georges fica consternado ao saber que Lucien já tem namorado, André Ferron. Ciumento, faz amizade com Lucien e consegue destruir a sua relação com André, conseguindo maquiavelicamente que este seja expulso do colégio.
Os seus avanços sobre Lucien são mal sucedidos e Georges decide iniciar uma "relação especial", uma amizade homossexual, com um belo estudante de 12 anos, Alexandre Motier. Os directores do colégio, padres católicos, condenam a relação, mesmo quando esta não ultrapassa alguns beijos e poemas. O autor, Peyrefitte, deixa à imaginação do leitor decidir se os dois chegam a consumar sexualmente a sua relação, mas de qualquer maneira o desfecho acaba por ser trágico para os dois rapazes, pois apesar da aparência de indignação, os padres sentem-se atraídos sexualmente pelos jovens.
Um deles em especial, o Padre de Trennes, costuma convidar rapazes para o seu quarto durante a noite, oferecendo-lhes bebidas e cigarros (e supostamente outras coisas). Georges mantem as suas conspirações maquiavélicas (que supostamente lhe terão servido de formação para a sua futura carreira diplomática) e consegue com uma carta anónima provocar a expulsão do Padre de Trennes. No entanto, o Padre Lauzon, que secretamente se apaixonou por Alexandre, descobre a relação que existe entre os dois rapazes e exige o seu fim imediato.
O Padre Lauzon convence Georges a entregar-lhe as cartas de amor e Alexandre, o que significava à época, o terminar de um namoro. Alexandre, não sabendo que Georges fora obrigado a este gesto e que não deixar de estar enamorado dele, suicida-se. Quando o Padre Lauzon tenta confortar Georges, este acusa-o de estar apaixonado por Alexandre.

## Relação com a vida de Peyrefitte e outras obras
Supõe-se que este livro seja fortemente autobiográfico, com Georges de Sarre no papel do alter ego de Peyrefitte. Tal como no livro, Peyrefitte enamorou-se de um colega mais novo num colégio interno católico e, tal como no livro, o seu amigo acabou por se suicidar.
Nos livros As Embaixadas e O Fim das Embaixadas o leitor pode observar de novo Georges de Sarre agora na sua carreira como embaixador na Grécia, onde volta a encontrar o Padre de Trennes. Tal como na ficção, Peyrefitte foi diplomata nos anos 30 e 40 so século XX.
Peyrefitte foi (quase sempre) amigo de Henry de Montherlant, que na fase final da sua vida escreveu um romance (Les garçons, 1969) sobre uma relação semelhante à de As Amizades Particulares. É conhecida uma vasta quantidade de correspondência entre os dois autores sobre, entre outras coisas, o amor de rapazes.